# Union sportive revinoise
Vous pouvez aider à l'améliorer ou bien discuter des problèmes sur sa page de discussion.
- Il ne cite pas suffisamment ses sources. Vous pouvez indiquer les passages à sourcer avec {{référence nécessaire}} ou {{Référence souhaitée}}, et inclure les références utiles en les liant aux notes de bas de page. (Marqué depuis avril 2024)
- Son contenu est rédigé entièrement ou presque à partir d'une seule source. N'hésitez pas à modifier cet article pour améliorer sa vérifiabilité en apportant de nouvelles références dans des notes de bas de page. (Marqué depuis avril 2024)
- Certaines informations devraient être mieux reliées aux sources mentionnées dans la bibliographie ou les liens externes. Améliorez sa vérifiabilité en les associant par des références. (Marqué depuis avril 2024)
- Il ne s’appuie pas, ou pas assez, sur des sources secondaires ou tertiaires. (Marqué depuis avril 2024)

- Archive Wikiwix
- Bing
- Cairn
- DuckDuckGo
- E. Universalis
- Gallica
- Google
- G. Books
- G. News
- G. Scholar
- Persée
- Qwant
- (zh) Baidu
- (ru) Yandex
- (wd) trouver des œuvres sur Wikidata

Maillots
L’US Revin est un club français de football situé à Revin. Champion de DH du Nord-Est en 1974, le club évolue pendant trois saisons en Division 3 de 1974 à 1977.

## Historique
La plus belle aventure de l'US Revin date de 1991, avec un parcours exemplaire en Coupe de France conclu par une défaite en 64e de finale face aux joueurs professionnels du Red Star. Les joueurs alors entrainés par Étienne Martinot s'inclineront 0-1 après prolongations.
En championnat, les Rouge et blanc remporteront le championnat de Division d'Honneur en 1974 et évolueront pendant 3 saisons en D3. Les supporters étaient souvent plus de 2000 pour assister aux matchs, notamment face joué aux voisins du CS Sedan-Ardennes.
Depuis la fin des années 1990, le club connait un léger manque de stabilité. Après une descente en Excellence (la plus haute division du district) en 2003, l'U.S.R. est remonté de 2 divisions en 2 ans, retrouvant la D.H.R. pour la saison 2005-06. Mais le club connait des changements d'entraineur, de dirigeants et redescend jusqu'en Excellence en 2008. Terminant 2e de ce championnat derrière l'autre club de la ville, l'U.S.R. retrouve la Promotion de Ligue pour la saison 2009-10.
Durant l'été 2011, l'US Revin fusionne avec l'autre club de la ville (également en Promotion de Ligue), l'Entente Revin-en-Orzy, pour tenter de former un club plus puissant.

## Palmarès
- Champion de Division d'Honneur Nord-Est : 1974
- Coupes des Ardennes (11) : 1949, 1957, 1959, 1962, 1987, 1988, 1989, 1990, 1992, 1994, 1997